# Davros
Davros es un personaje de la longeva serie británica de ciencia ficción Doctor Who. Davros es uno de los archienemigos del Doctor y es el creador de sus enemigos más mortales, los Daleks. Davros fue creado por el guionista Terry Nation.

## Contexto del personaje ficticio
Davros es un científico loco del planeta Skaro cuya gente, los Daleks, estuvieron en una amarga guerra de mil años de duración con sus enemigos, los Thals. Está lisiado y lleno de horribles cicatrices, una condición que diversas publicaciones alternativas atribuyen a que su laboratorio fue atacado por los Thal. Tiene una mano funcional y un ojo cibernético instalado en la frente supliendo a sus verdaderos ojos, que parecen estar cerrados y con los párpados soldados. Durante la mayor parte de su existencia, depende por completo de una silla móvil de soporte vital que encierra la parte inferior de su cuerpo, silla que sirvió de inspiración para el diseño de los Daleks. No se sabe en qué condiciones está la parte inferior de su cuerpo, no puede físicamente abandonar la silla sin morir. La voz de Davros, como la de los Daleks, está distorsionada electrónicamente. Su forma de hablar es generalmente suave y contemplativa, pero cuando se enfada o se emociona llega a proferir gritos que se parecen a la forma histérica y monotonal de hablar de sus creaciones.
Davros es un megalomaníaco. Su locura se debe a que su constitución como especie, le impide procesar varias líneas temporales al tiempo, siendo una única línea temporal la que puede procesar. Dicha enfermedad es resultado de las guerras temporales, siendo que a través de sus creaciones, los Daleks, pretende igualar la capacidad cognitiva del Doctor, usurpar el poder de este y convertirse en el ser supremo y líder del universo (su odio le hizo olvidar que no todos los Señores del Tiempo estuvieron de acuerdo con las guerras temporales). Tras esa obsesión, hay un intento de acallar los sufrimientos internos emocionales que supone haber erradicado lo que él mismo considera debilidad, pues debilita su locura y le hace perder capacidad de acción, cayendo en una profunda depresión y muriendo como un Ood aislado sin órdenes que cumplir. 
Su brillantez como científico se debe a la alta especialización de toda su red neurocognitiva en una única emoción: El odio, que le capacita como científico despiadado. Demuestra un gran dominio de la robótica, mecatrónica, metalurgia, química, inteligencia artificial, clonación, ingeniería genética, biología, física, astronomía, geología, tácticas militares, cibernética e ingeniería mecánica.

## Historia del personaje

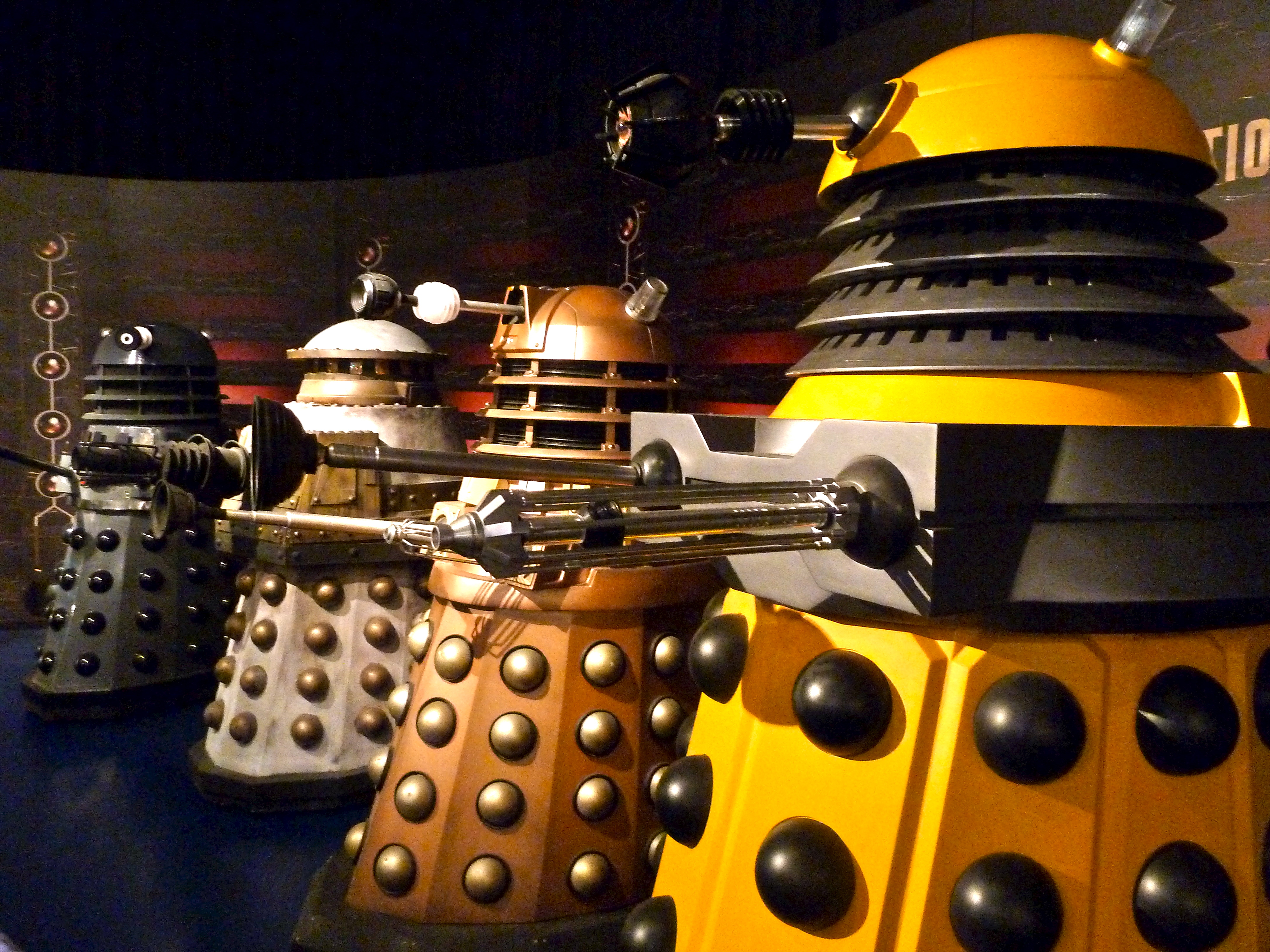
Experiencia de los Daleks en Doctor Who.

### Serie clásica

#### El conflicto Kaled/Thal
Davros apareció por primera vez en el serial de 1975 Genesis of the Daleks, escrito por Terry Nation. Nation, creador de los Daleks, había basado deliberamente elementos de los Daleks en la ideología nazi, y concibió a su creador como un científico con fuertes tendencias fascistas. La apariencia física de Davros fue desarrollada por el diseñador de efectos visuales Peter Day y el escultor John Friendlander, quien se inspiró para la silla de Davros en la parte inferior de un Dalek. El productor Philip Hinchcliffe le dijo a Friendlander que considerara un diseño similar al del Mekon del cómic de Eagle, Dan Dare, con una cabeza más grande en forma de cúpula y un cuerpo marchito.
Para el papel de Davros fue elegido Michael Wisher, que ya había hecho varios papeles anteriores en Doctor Who y había dado voz a los Daleks en los seriales Frontier in Space, Planet of the Daleks y Death to the Daleks. Wisher basó su interpretación como Davros en el filósofo Bertrand Russell. Para prepararse para la filmación bajo la pesada máscara, Wisher ensayó llevando una bolsa de papel sobre la cabeza. La máscara de Friendlander estaba hecha de látex duro, solo dejando al descubierto la verdadera boca de Wisher. La maquilladora Sylvia James oscureció el tono de la máscara y pinto de negro los labios y dientes de Whiser para ocultar la diferencia.
Cuando se encuentra por primera vez con el Cuarto Doctor en Genesis of the Daleks, Davros es el jefe de científicos de los Kaleds, una de dos razas inteligentes en el planeta Skaro. Los Kaleds llevan mil años en una guerra de desgaste para lograr la supremacía de su planeta natal contra una especie llamada los Thals. Davros es el líder de la División Científica de la Élite, creada para desarrollar nuevas estrategias militares para ganar la guerra. Davros se da cuenta de que la contaminación de las armas nucleares y biológicas usadas en la tierra está mutando poco a poco a la raza Kaled, y acelera artificialmente el proceso para examinar el producto final de esta evolución. Las mutaciones son débiles e inválidas: no mucho más que cerebros con un ojo y tentáculos, sin ninguna posibilidad de sobrevivir por sí mismos. Su solución es eliminar todas las emociones que les hacen débiles, una categoría en la que incluye emociones como la compasión, la misericordia, y la amabilidad, y mete a los mutantes en "Máquinas de viaje Mark III", similares a tanques, basadas parcialmente en el diseño de su silla de ruedas. Después llama a estas criaturas los Daleks, un anagrama de los Kaleds.
Davros se obsesiona rápidamente con sus creaciones, considerándolas la última forma de vida, superior a todas las otras. Para evitar que su propia gente cierre su proyecto Dalek, hace que sean destruidos por los Thals, y después echa la culpa a un científico que se opuso a él, haciendo que los Daleks le maten. Después, los Daleks exterminan a prácticamente todos los Thals victoriosos. Davros usa un truco para eliminar a todo aquel que se oponga a él, ordenando un voto para decidir si continuar o no con el proyecto, y haciendo que los Daleks al llegar maten a todos los que votaron contra Davros, pero en el último momento, los Daleks se vuelven contra él, y aparentemente le matan en la conclusión del serial.

#### Guerra con los Movellans
Davros era un personaje que había tenido demasiado éxito para permanecer muerto, y fue resucitado cuatro años más tarde en el serial de 1979, Destiny of the Daleks, interpretado por David Gooderson, usando la misma máscara que Friendlander hizo para Wisher (la máscara tenía que ser separada en trozos y después reunida para que encajara lo mejor posible). Los Daleks desentierran a su creador, que aparentemente había estado en animación suspendida desde su "muerte" en Genesis, para que les ayude a salir de un punto muerto lógico en su guerra contra los androides Movellans. Sin embargo, el ejército Dalek es destruido por el Doctor, y Davros es capturado y encerrado por los humanos en animación suspendida, antes de ser llevado a la Tierra para ser juzgado.

#### Liberación
En la historia del Quinto Doctor, Resurrection of the Daleks, una pequeña fuerza Dalek ayudada por mercenarios humanos y duplicados Daleks libera a Davros (ahora interpretado por Terry Molloy, con una nueva máscara diseñada por Stan Mitchell) de su prisión espacial, al necesitar su experiencia para encontrar un antídoto para un virus creado por los Movellans que ha exterminado a todos menos a ellos. Creyendo que sus creaciones eran traidoras, Davros comienza a usar control mental en Daleks y humanos, soltando al final el virus para matar a los Daleks antes de que puedan exterminarle a él. Davros expresa interés en construir una raza nueva y mejorada de Daleks. Sin embargo, al final de la historia, aparentemente sucumbe al virus antes de que pueda escapar, ya que su fisiología es lo suficientemente cercana a la Dalek para que el virus también le afecte a él. La hipotética creación de un arma vírica que pudiera destruir toda la vida ya había sido discutida por el Cuarto Doctor y Davros en Genesis of the Daleks.

#### El Gran Sanador
Davros resurge como "El Gran Sanador" en el centro funerario y preservación criogénica Reposo Tranquilo en el planeta Necros, en la historia del Sexto Doctor, Revelation of the Daleks, donde usa cuerpos congelados para crear una nueva variedad de Daleks leales a él, distinguidos de los Daleks originales por su diseño renovado y su color blanco y dorado. En esta historia parece haber dos Davros, uno es una cabeza en un tanque, aparentemente un cebo para asesinos, el otro está en su silla habitual (que ahora puede suspenderse en el aire), surgiendo de su escondite cuando el cebo es asesinado. Davros ahora puede lanzar rayos eléctricos con su mano, aunque la mano es destruida de un disparo poco antes de que sus creaciones originales lleguen para derrotar a los nuevos Daleks y transporten a Davros a Skaro para ser sometido a juicio. En este serial, Davros fue interpretado de nuevo por Molloy, y su apariencia era la misma con muy pocos cambios.

#### La Guerra Civil Dalek
Davros aparece como el Emperador Dalek en Remembrance of the Daleks, con sus Daleks blancos y dorados ahora establecidos en Skaro y denominados "Daleks Imperiales", luchando contra la facción de los "Daleks Renegados" de color gris. Para esta época, Davros ha sido trasplantado físicamente a una cobertura Dalek especial, y solo se revela que él es el Emperador en el último episodio. Tanto Skaro como la nave nodriza imperial Dalek son aparentemente destruidos (en el futuro), cuando el Séptimo Doctor engaña a Davros para que use el artefacto de los Señores del Tiempo conocido como la Mano de Omega, que hace que el sol de Skaro se convierta en una supernova. Sin embargo, un Dalek en el puente de la nave de Davros reporta que la cápsula de escape del Emperador está siendo lanzada, y se ve una luz blanca alejándose de la nave momentos antes de su destrucción, dejando claramente abierta la posibilidad de que Davros vuelva en el futuro.

### Nueva serie
Para el inicio de la nueva serie, aparentemente los Daleks y los Señores del Tiempo se han destruido mutuamente en la Guerra del Tiempo. Los últimos episodios de la cuarta temporada, The Stolen Earth y Journey's End, revelan que se pensaba que Davros había muerto en el primer año de la Guerra, cuando su nave de comando "voló dentro de las fauces del Niño Pesadilla" en las Puertas de Elysium, a pesar de los esfuerzos fallidos del Doctor por salvarle.
En episodios anteriores, Davros es mencionado (aunque no por nombre) dos veces: primero en el episodio Dalek, por el Noveno Doctor, que explica que los Daleks fueron creados por "un genio... un hombre que era el rey de su propio pequeño mundo", y después por el Décimo Doctor en el episodio Evolution of the Daleks, donde se menciona las creencias del creador de los Daleks de que "eliminar las emociones hace a una raza más fuerte". Davros aparece en Fear Her, en un dibujo en la pared de Chloe.
En el final de la cuarta temporada, Davros regresó, interpretado por Julian Bleach, revelándose que él era el enemigo principal de la temporada. El diseñador Peter McKinstry y el diseñador de prótesis Neill Gordon decidieron basar la apariencia de Davros en la versión original de Michael Wisher, que creían que era "en cierto modo mucho más siniestra" que encarnaciones posteriores. El diseño de McKinstry hizo al personaje "más robusto" que versiones anteriores. Gorton entonces convirtió los dibujos de McKinstry en un molde con la plantilla de la cara de Julian Bleach por dentro y la cara de Davros por fuera. Este molde se utilizó para crear máscaras de gel de silicono que eran más eficientes que el látex duro usado en la serie original, que debía ser tirado a la basura después de cada día de filmación. Por lo demás, los cables, el brazalete y el micrófono en la garganta fueron eliminados, con explicación dada.
Davros fue rescatado por Dalek Caan de la Guerra del Tiempo a pesar de estar sellada en un cierre temporal, y crio una nueva raza Dalek utilizando células de su propio cuerpo, por lo que le queda poca piel y carne debajo de su pecho, quedando a la vista las costillas y los órganos internos. A pesar de que Davros habla de su "nuevo imperio", en algún momento ha sido depuesto por sus criaturas y está prisionero en la Bóveda, siendo utilizado por sus conocimientos científicos. El Doctor se burla de él diciendo que es la "mascota" de los Daleks. Davros ahora tiene una mano mecánica que puede disparar electricidad.
Bajo la guía de Davros, los Daleks roban 27 planetas, incluyendo la Tierra, y los esconden en la Cascada Medusa, desincronizados un segundo con el resto del universo. Davros y los Daleks planean detonar una "bomba de realidad", una onda transmitida por los planetas robados que cancela el campo eléctrico que une a los átomos, reduciendo toda la creación, incluyendo otros universos al ser la Cascada Medusa una grieta, a la nada salvo los Daleks y el Crucible, para lograr la "victoria definitiva". Sin embargo, Davros ha sido traicionado por Dalek Caan, que se ha dado cuenta de la maldad de su raza al ver la totalidad del tiempo en su salto temporal, y usa sus profecías y su influencia para provocar la destrucción de los Daleks. También manipula los eventos para juntar al Doctor y a Donna Noble, quienes logran derrotar a los Daleks. Davros rechaza furioso la ayuda del Doctor para que le lleve a un sitio seguro, acusándole de ser el responsable de la destrucción, gritando: "¡Nunca lo olvides, Doctor, tú has hecho esto! ¡Yo te nombro para siempre: Tú eres el Destructor de Mundos!", después de haber reprochado anteriormente al Doctor que convertía a sus acompañantes en asesinos y que había causado las muertes de innumerables personas en su nombre. Así, el Doctor se ve forzado a abandonar a Davros a su destino mientras el Crucible se autodestruye.
En Doctor Who Confidential, Russell T Davies explica cómo él cree que Davros ha escapado de la destrucción del Crucible de algún modo, y no quiso mostrar explícitamente su muerte por ese motivo. Explicó que no le gustaría ser el que mató a uno de los más grandes enemigos del Doctor, después de haber matado aparentemente a El Amo (aunque este fue revivido posteriormente en El fin del tiempo, donde aparentemente murió otra vez).
"The Wizzard apprentice" y su continuación "The Witch's familiar" nos muestra como Davros logra traer a El Doctor a Skaro, junto con su acompañante Clara Oswald y Missy. La línea temporal del presente de los capítulos muestran como un Davros moribundo y viejo, conversa con el Señor del Tiempo remarcando el error de la compasión de sus actos, y planteando la posibilidad de cometer un genocidio Dalek. Finalmente Davros engaña al Doctor para que éste le ceda energía de regeneración con el fin de curar al científico, y potenciar a sus Daleks. Sin embargo, esta energía recupera a los desechos Daleks de Skaro, que se vuelven contra su señor dejando a Missy, y al mismo Davros atrapados. Por otra parte, la línea temporal del pasado muestra a un niño perdido en una guerra, y atrapado en un terreno lleno de manos-mina. El Doctor inicialmente intenta salvarlo, hasta conocer su nombre: Davros. En la segunda parte regresa para evitar su muerte y enseñarle así el valor de la piedad.